# Насиров, Будаг Хикмят оглы
Будаг Хикмят оглы Насиров (азерб. Nəsirov Budaq Hikmət oğlu; 15 июля 1996, Гянджа, Азербайджан) — азербайджанский футболист, полузащитник клуба «Нафталан». Выступал за национальную сборную Азербайджана.

## Клубная карьера

### Чемпионат
Являющийся воспитанником товузской школы футбола Будаг Насиров, начинал свои выступления в родном клубе «Туран-Т» в 2011 году. Проведя в составе товузцев два сезона, в 2014 году переходит в новосозданный клуб «Араз-Нахчыван». В конце того же года становится игроком «Сумгаита».
Летом 2015 года переходит в стан гянджинского «Кяпаза», в основном составе которого дебютирует уже в первом же матче чемпионата страны 9 августа 2015 года против бакинского «Нефтчи».
В ноябре 2024 года было сообщено, что он присоединился к клубу «Нафталан», выступающему в Региональной лиге Азербайджана.

### Кубок
Провел в Кубке Азербайджана следующие игры:
| № | Дата           | Раунд                     | Клуб      | Соперник | Лига         | Итог  |
| - | -------------- | ------------------------- | --------- | -------- | ------------ | ----- |
| 1 | 3 декабря 2014 | Второй раунд — 1/8 финала | «Сумгаит» | «Баку»   | Премьер-лига | 0 : 0 |

## Сборные Азербайджана

### U-17
Дебютировал в составе юношеской сборной Азербайджана до 17 лет 24 октября 2012 года в болгарском городе Сливен, в отборочном матче Чемпионата Европы среди футболистов до 17 лет, против сборной Болгарии. При этом провел на поле первые 41 минуту матча и был отмечен жёлтой карточкой.

### U-19
Дебютным матчем в составе юношеской сборной Азербайджана до 19 лет стала игра против сборной Ирландии 10 октября 2013 года, прошедшая в городе Энгельхольм, в отборочном матче Чемпионата Европы среди футболистов до 19 лет, против сборной Ирландии. Вышел на поле на 42-й минуте матча и был отмечен жёлтой карточкой на 93-й минуте.